# Zimna Studnia (Tatry)
Zimna Studnia (niem. Kressebrunnen, słow. Šalviový prameň, Žeruchový prameň, węg. Zsázsa-forrás) – źródło dobrej wody wytryskujące na Rzeżuchowej Polanie w słowackich Tatrach Bielskich w dolnej części Doliny Kieżmarskiej. Miejsce to położone jest na wysokości ok. 1205 m, nad lewym brzegiem Białej Wody Kieżmarskiej, a poniżej drogi i szlaku turystycznego nią prowadzącego. Słowacka nazwa źródła (w tłumaczeniu na polski język Rzeżuchowe Źródło) pochodzi od rosnącej tutaj rzeżuchy. Z wody tego źródła zaopatrywane było istniejące tutaj w latach 1928-57 tzw. Schronisko Tardíka, wybudowane przez Júliusa Tardíka. Po II wojnie światowej schronisko zostało przejęte przez dwie organizacje, najpierw KSTL, a następnie ROH. W 1958 r. zostało zburzone z racji złego stanu technicznego (do tego roku było przez kilka lat opuszczone).
Obecnie z wody z Zimnej Studni korzystają turyści dość licznie wędrujący żółtym szlakiem turystycznym od Białej Wody przez Dolinę Kieżmarską, zwłaszcza do Schroniska nad Zielonym Stawem. Źródło jest obudowane typową na tatrzańskich słowackich szlakach drewnianą studzienką, a woda wypływa z niego rurką.